# Henriville
Henriville település Franciaországban, Moselle megyében. Lakosainak száma 753 fő (2022. január 1.). Henriville Farébersviller, Farschviller és Seingbouse községekkel határos.

## Népesség
A település népességének változása:
| Lakosok száma | 503  | 875  | 812  | 755  | 744  | 761  | 753  | 744  | 750  | 753  |
|               | 1968 | 1982 | 1990 | 2006 | 2013 | 2015 | 2017 | 2019 | 2020 | 2022 |